# フォルコ1世・デステ

エステ家の紋章

フォルコ1世・デステ（イタリア語：Folco I d'Este, 1070年 - 1128年12月15日）は、エステ辺境伯である。イタリアのエステ家の祖である。

## 生涯
フォルコ1世はアルベルト・アッツォ2世の三男、父の2度目の妃ガルセンダとの間の次男である。異母兄として、父の最初の妃クニッツァとの間の息子ヴェルフ1世がいる。また、同母兄としてユーグ5世がいる。
1097年に父が死去した後、フォルコ1世はイタリアのヴェネトのマントヴァ、パドヴァ、トレヴィーゾおよびヴェローナ周辺の領地を継承し、異母兄ヴェルフはアルプス山脈北部のバイエルンを継承した。しかしヴェルフはこの継承に満足せず、バイエルンのヴェルフ家の親族に支持を受けフォルコが継承した領地を奪おうとしたが失敗した。1070年にフォルコの同母兄ユーグはメーヌ伯となり、母方の領地を継承しフランスに移っていた。
兄らがドイツとフランスに移った一方、フォルコはイタリアのエステ家の祖となった。エステ辺境伯の名称は1171年の文書に初めて見られており、エステの町と関係があり続けたフォルコ1世の死後はるか後のことである。息子で継承者のオビッツォ1世はフェラーラに移り、その後数世紀の間、エステ家はフェラーラと密接なつながりを持つこととなった。

## 子女
フォルコ1世は1109年に結婚し、以下の子女をもうけた。
- アッツォ4世（? - 1145年頃）
- ボニファーチョ（? - 1163年）
- フォルコ2世（? - 1178年頃）
- オビッツォ1世（1110年 - 1193年）
- アルベルト（? - 1184年）